# Thomas Koch (Drehbuchautor)
Thomas Koch (* 1958 in Lünen) ist ein deutscher Autor, Journalist, Rundfunkmoderator, Musiker und Bühnenkünstler.

## Leben
Von 1985 bis 2023 moderierte Koch WDR-Radiosendungen in den Programmen WDR 1, WDR 2, 1Live und zuletzt bei WDR 5. Hier moderierte er regelmäßig die Sendungen Neugier genügt und Redezeit. Von 1995 bis 2005 war er Mitglied des Autorenteams „Die SchreibWaisen“ und Drehbuchautor der Sitcoms Nikola, Alles Atze, Ritas Welt und Der Lehrer. Zwischen 2008 und 2011 war er Autor der Radio-Hörspiele Panikraum, Kleiner Lauschangriff (WDR) sowie Warlords und Ehrbare Töchter (ARD-Radio-Tatort). Zudem schrieb und produzierte er zusammen mit Michael Gantenberg und Peter Freiberg die Radiocomedy Gutes Reiten – schlechtes Reiten für 1Live.
Im Jahr 2010 war Koch Dramaturg an der Internationalen Filmschule Köln (IFS). Im selben Jahr startete er ein Bühnenprogramm, in dem er als bekennender Ghostwriter Bücher vorstellte, die es nicht gibt. Diese Satire erschien 2012 als Buch mit dem Titel Ein Mann liest zurück!. 2016 hatte sein Programm Ernsthaft Premiere. Das gleichnamige Buch mit Kurzgeschichten und Gedichten erschien bei Lektora. Im selben Jahr veröffentlichte er beim Lappan-Verlag seinen satirischen Erziehungsratgeber Das Siegerbaby – Zeugung, Aufzucht, Weltherrschaft. 
Koch lebt in Dortmund.

## Buchveröffentlichungen
- 2012: Ein Mann liest zurück. Marlon, ISBN 978-3-943172-17-1
- 2016: Ernsthaft Lektora; ISBN 978-3-95461-060-0
- 2016: Das Siegerbaby/Zeugung, Aufzucht, Weltherrschaft! Lappan, ISBN 978-3-8303-3442-2

## Bühne
Als Gitarrist und Sänger gehört Koch zur Dortmunder Band THE BUH! Außerdem gehörte er zu dem Quartett "Kumpelabend" und zum Ensemble der Sportsatire Show "Klopp kommt nicht!". 2011 stellte er das elfköpfige Ensemble für "Akte X-Mas, die Weihnachtsrevue, nach der Sie einpacken können" zusammen, das seitdem alljährlich in der Vorweihnachtszeit auf Tournee ist. Seit 2019 ist Thomas Koch Gastgeber der literarischen Talkreihe Wortklub-Dortmund, die seitdem regelmäßig im Jazzclub domicil stattfindet.

## Hörspiele
- 2009: Panikraum (WDR)
- 2010: ARD Radio-Tatort: Warlords
- 2011: ARD Radio-Tatort: Ehrbare Töchter
- 2011: Kleiner Lauschangriff (WDR)
- 2018: Das Siegerbaby – Elterngeneration im Frühförderwahn (WDR)[2]

## Auszeichnungen
- 1997 Unda Spezial-Preis bei der Goldenen Rose von Montreux für „Nikola“
- 1998 Grimme-Preis / Nominierung Goldener Löwe für „Nikola“
- 2000 Grimme-Preis als Autor für „Ritas Welt“ / Deutscher Fernsehpreis als Autor für „Ritas Welt“ beste Serie / Deutscher Comedypreis für „Ritas Welt“
- 2005 Deutscher Comedypreis „Beste Serie“ für „Alles Atze“
- 2009 Deutscher Fernsehpreis als Autor für „Der Lehrer“ in der Kategorie "Beste Serie"